# Hydroporus ferrugineus
Hydroporus ferrugineus är en skalbaggsart som beskrevs av Stephens 1829. Hydroporus ferrugineus ingår i släktet Hydroporus och familjen dykare. Inga underarter finns listade i Catalogue of Life.

## Bildgalleri

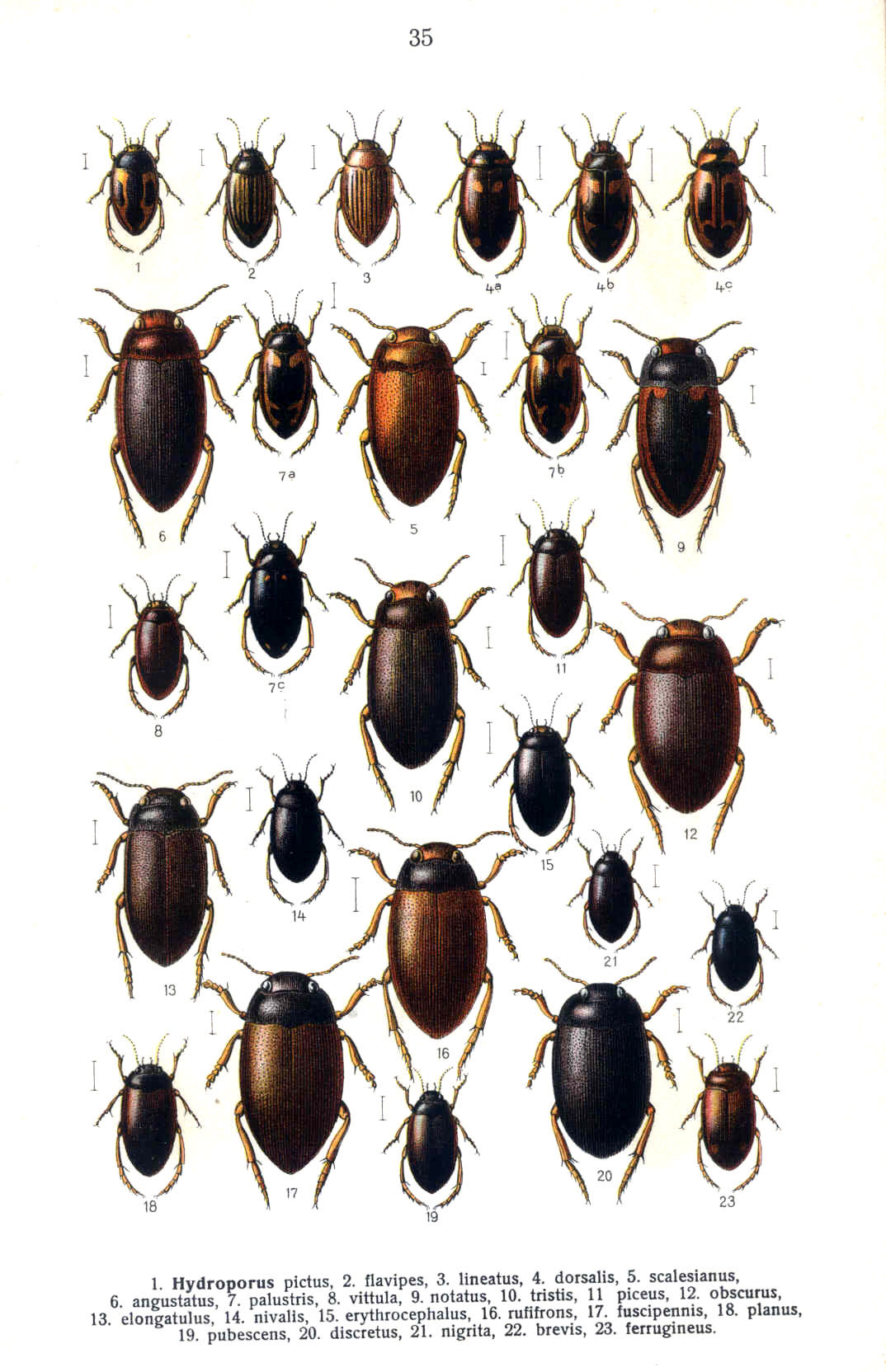
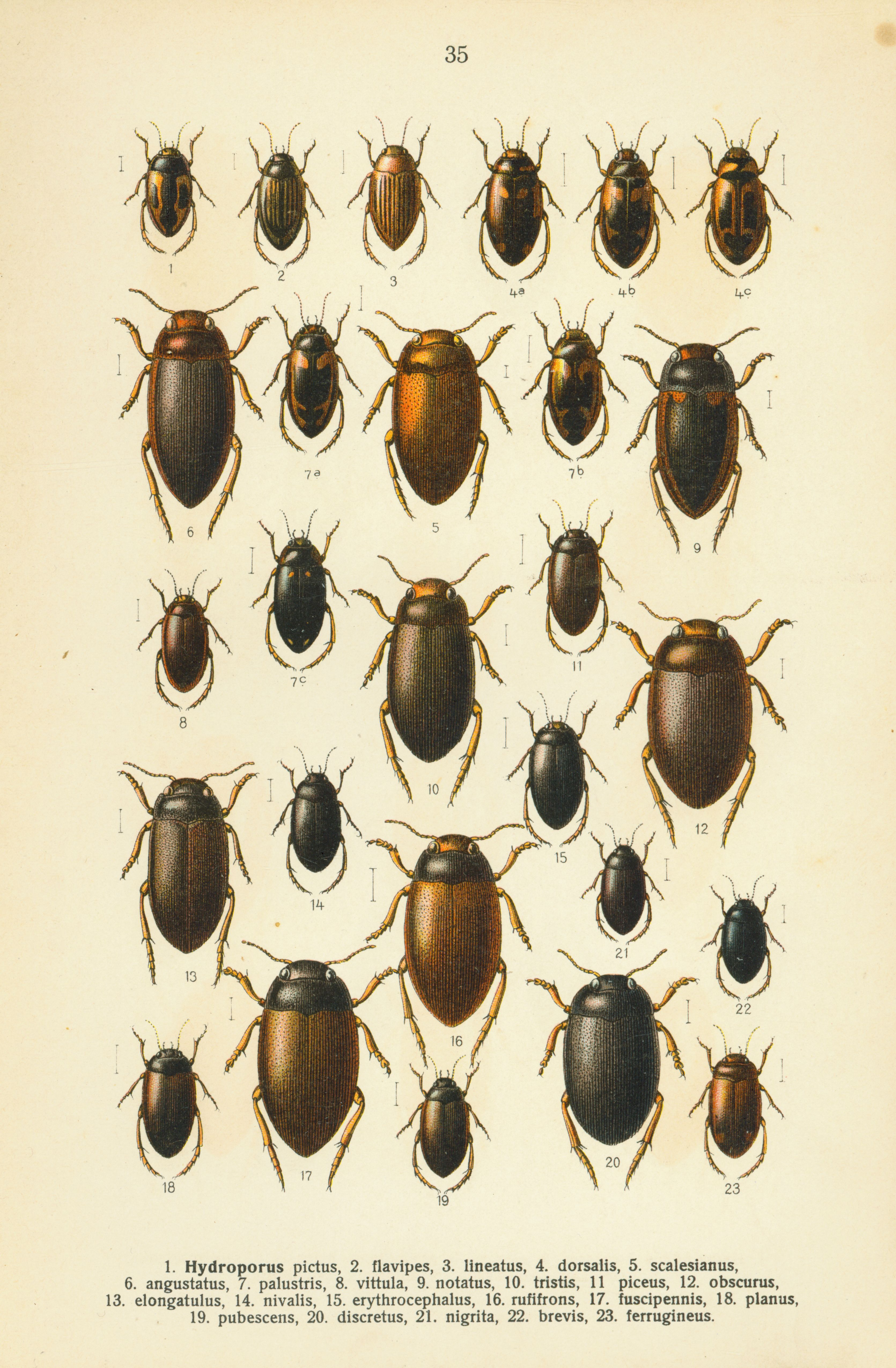